# 2009 par pays en Afrique
Les évènements de l'année 2009 en Afrique. 

## Continent africain

### Premier trimestre

#### Janvier
- 12 janvier 2009 : durant une semaine des producteurs de coton africains venant de 13 pays de l'ouest et du centre du continent, tous responsables ou techniciens de syndicats cotonniers, se sont réunis à Ségou (Mali) avec une idée en tête, « Faisons nos affaires nous-mêmes », du nom de la session de l'Université du coton, dont ils suivent le deuxième module, après une semaine passée en 2008 au Burkina Faso[1].

- 21 janvier 2009 : le ministre français de la Défense, Hervé Morin, déclare sur Europe 1 qu'« il y aura probablement moins de forces françaises en Afrique », vu l'évolution de la situation en Côte d'Ivoire, il présentera ces changements le 28 janvier devant l'Assemblée nationale française[2].

- 28 janvier 2009 : le premier ministre français François Fillon annonce, à la tribune de l'Assemblée nationale, le retrait de plus de 2 000 des 13 000 soldats engagés dans des « opérations extérieures » dont « au moins » 1 000 des 1 650 soldats français engagés sous les couleurs de l'Union européenne au Tchad et en République centrafricaine.

#### Février

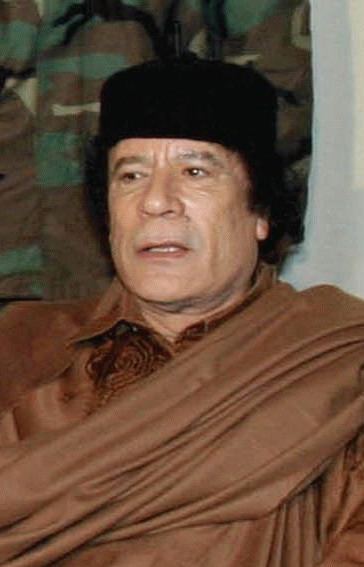
Mouammar Kadhafi
(décembre 2003)

- 1er février 2009 : ouverture à Addis-Abeba (Éthiopie) du 12e sommet des chefs d'État et de gouvernement de l'Union africaine consacré au développement du continent malgré la crise économique mondiale et les conflits locaux.

- 2 février 2009 : les chefs d'État et de gouvernement de l'Union africaine élisent le président libyen Mouammar Kadhafi (66 ans) à la tête de l'Union pour un an, en remplacement du président tanzanien Jakaya Kikwete, malgré les réserves émises par les associations de défense de droits de l'homme. Partisan des États Unis d'Afrique et artisan en 2001 de la transformation de l'ancienne Organisation de l'unité africaine en Union africaine, le nouveau président déclare « espérer que son mandat sera un temps de travail sérieux et pas seulement de mots », mais demande à être officiellement appelé « roi des rois traditionnels d'Afrique »[3].

- 3 février 2009 : le ministère des Affaires étrangères de la Chine confirme que le président Hu Jintao effectuera une tournée en Afrique et en Arabie saoudite du 10 au 17 février. Il se rendra au Mali, au Sénégal, en Tanzanie et à Maurice : « La visite du président Hu en Arabie saoudite et dans les quatre pays africains est destinée à consolider et renforcer les relations amicales avec ces pays […] et à traduire dans les faits les résultats du sommet sino-africain de Pékin […] Il rencontrera les dirigeants de ces pays et échangera des points de vue sur le renforcement des relations et les questions internationales et régionales d'intérêt commun ». Il s'agit de la quatrième tournée africaine du chef de l'État chinois depuis son arrivée au pouvoir en 2003 sur ce continent riche en matières premières avec lequel la Chine a considérablement resserré les liens ces dernières années.

- 6 février 2009 : l'ONG Vétérinaires sans frontières annonce avoir découvert que certains laits en poudre commercialisés en Tanzanie et dans d'autres pays d'Afrique contiennent de la mélanine. Leur fabrication remonte à mai 2008 avant la découverte du scandale en Chine mais continuent à être commercialisés sur le marché africain. Selon l'étude de l'ONG, 6 % des échantillons tanzaniens étudiés contenait de ce lait contaminé. L'affaire est d'autant plus grave que l'alimentation au lait en poudre est conseillée aux mères africaines infectées par le virus du sida. Aucune étude n'a été faite pour savoir si ce lait contaminé a fait des victimes en Afrique. Présente depuis cinq ans en Tanzanie, l'ONG qui travaille étroitement avec les services vétérinaires et de santé officiels, tente depuis peu de mettre sur pied des laboratoires de qualité en Afrique orientale pour détecter les contaminations dans les produits alimentaires, en l'absence actuelle de tout contrôle de ce type sur le continent africain[4].

#### Mars
- 1er mars 2009 : selon Charles Dan, directeur du Bureau international du travail pour l'Afrique, la crise financière et économique mondiale frappe cruellement l'Afrique au niveau du marché de l'emploi : « Si les tendances actuelles se confirment, il y aura une perte de 18 à 30 millions d'emplois dans le monde, et si la crise s'aggrave, ce chiffre pourrait monter à 50 millions […] Pour l'Afrique, bien qu'il n'y ait pas de chiffre global exact sur l'impact direct en matière de destruction d'emplois, on a déjà des indications assez fortes sur le choc que la crise représente ».

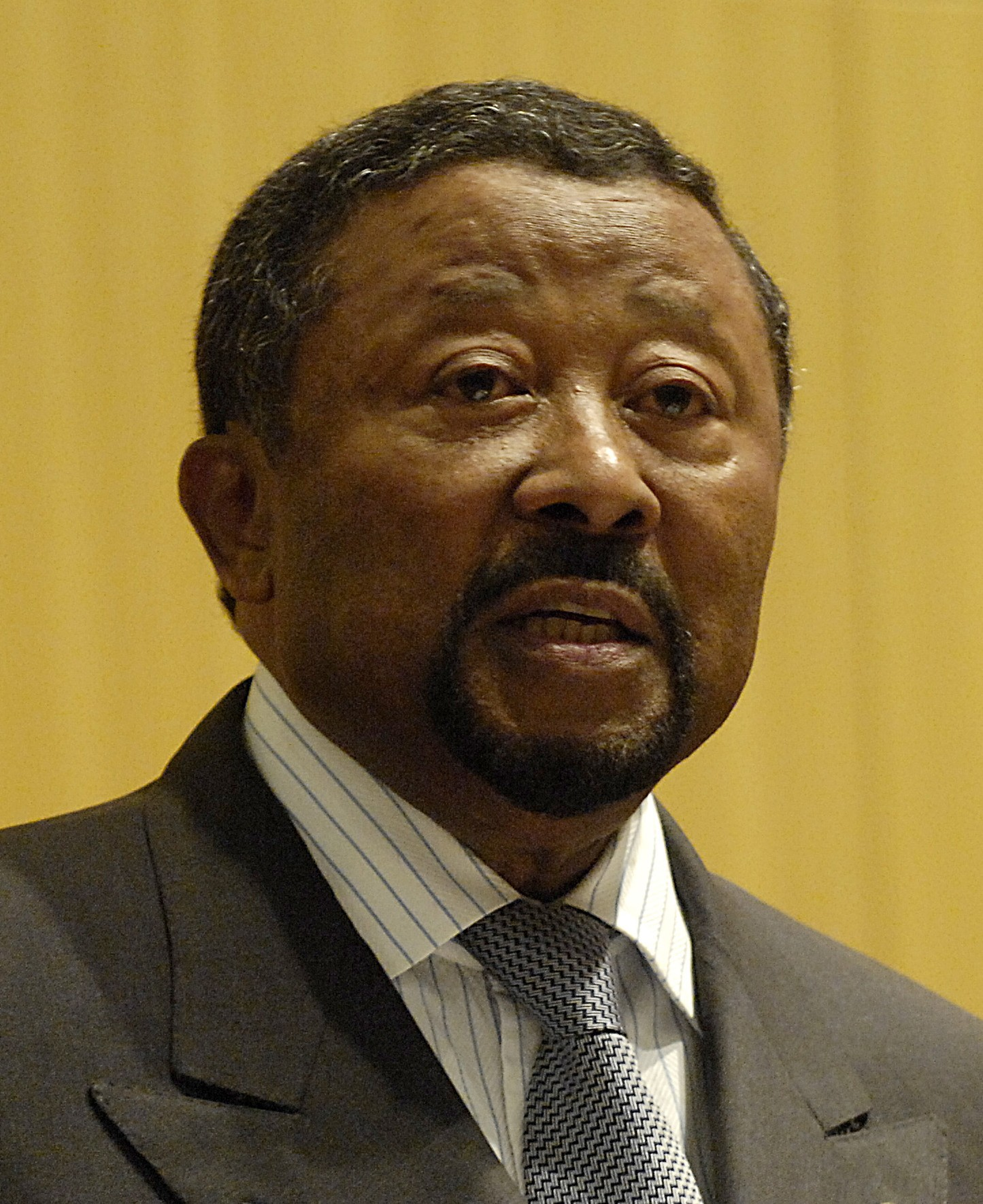
Jean Ping
(février 2008)

- 5 mars 2009 : le Conseil de paix et de sécurité de l'Union africaine annonce qu'il demanderait au Conseil de sécurité de l'ONU d'« interrompre » la procédure engagée contre le président soudanais, Omar el-Béchir, accusé de crimes de guerre et crimes contre l'humanité. Pour Jean Ping, le président de l'organisation, le mandat d'arrêt de la CPI « menace la paix au Soudan […] Nous constatons que la justice internationale ne semble appliquer les règles de la lutte contre l'impunité qu'en Afrique comme si rien ne se passait ailleurs, en Irak, à Gaza, en Colombie ou dans le Caucase ». L'Éthiopie a fait savoir qu'elle ne tiendrait pas compte du mandat d'arrêt, l'Ouganda en demande la suspension, l'Éypte se dit « très troublée » et l'Afrique du Sud partage l'opinion de l'UA.

- 11 mars 2009 : le directeur général du FMI, Dominique Strauss-Kahn déclare : Alors que la communauté internationale trouve des centaines de milliards de dollars pour résoudre la crise, je ne peux admettre notre incapacité à mobiliser des centaines de millions pour les pays à bas revenus. Le FMI demande 25 milliards de dollars pour limiter les dégâts de la crise en Afrique car ce que le numéro de l'institution internationale appelle désormais « la Grande Récession » est en train, selon le FMI de fondre sur les pays pauvres après avoir balayé les pays industrialisés, puis les pays émergents.

- Du 19 au 22 mars : visite du pape Benoît XVI au Cameroun et en Angola.

- Du 26 au 27 mars : visite du président français Nicolas Sarkozy, à Kinshasa, à Brazzaville et au Niger. Lors de cette tournée, il s'est engagé à défendre au sein du G20 les intérêts du continent, estimant qu'il pouvait « contribuer au redémarrage global de l'économie mondiale ».

- 29 mars 2009 : lors d'une réunion de l'Union africaine à Addis-Abeba, le président en exercice, Mouammar Kadhafi, déclare au sujet de la Cour pénale internationale : « Il est connu que tous les pays du tiers-monde s'opposent à cette soi-disant Cour pénale internationale […] Cette cour est contre les pays qui ont été colonisés dans le passé et que [les occidentaux] veulent recoloniser. Il s'agit de la pratique d'un nouveau terrorisme mondial ».

### Deuxième trimestre

#### Avril

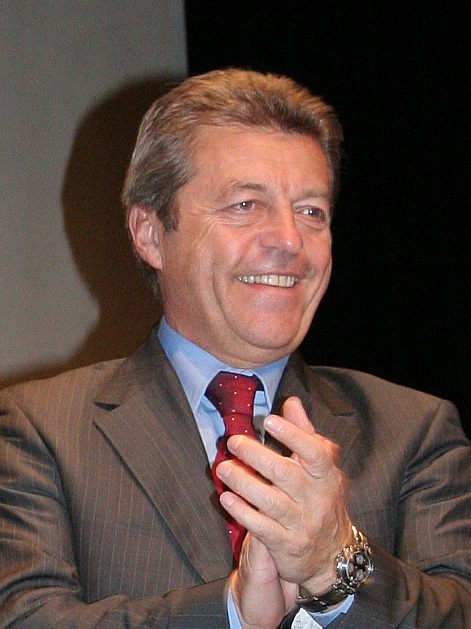
Alain Joyandet
(Janvier 2008)

- 8 avril 2009 : le secrétaire d'État français à la Coopération, Alain Joyandet, annonce que la France, la FAO et la Banque africaine de développement lancent l'initiative d'un fonds de 500 millions d'euros pour lancer un fonds spécifique pour aider l'agriculture africaine : « Il y aura la Banque africaine de développement, il y aura évidemment la FAO, et nous avons aussi des fonds qui proviennent des Émirats pour dans un premier temps mettre 200 millions d'euros puis 500 millions pour financer toutes ces initiatives agricoles ou agro-alimentaires [… L'aide publique au développement est] ce dont nous avons besoin pour relancer l'Afrique et pour faire face à la décroissance [… Le président français Nicolas Sarkozy] a beaucoup insisté pour que l'Afrique soit présente [au G20 de Londres] ce qui a été le cas, et que l'on ait des résultats à la hauteur de l'enjeu ». Avec la création de ce fonds, l’Agence française de développement se propose de capter des fonds privés et des fonds souverains pour financer des projets agricoles en Afrique et s’engage à assurer un retour sur investissement - financier ou en nature - de 5 % minimum à ces investisseurs.

- 15 avril 2009 : selon l'ONG française CCFD-Terre solidaire, la création du Fonds d’investissement pour l’agriculture africaine ne répond pas aux objectifs de lutte contre la faim. Elle s'interroge en outre sur les orientations de la coopération française en matière de développement agricole.

- 17 avril 2009 : le ministre libyen des Affaires de l'Union africaine, Ali Triki, déclare qu'à l'issue des travaux du Conseil exécutif qui regroupe les 53 ministres des Affaires étrangères de l'UA, « il y a eu un accord sur la formation de l'autorité, ses compétences et son programme ». Selon le projet qui doit être soumis à l'approbation du sommet de l'UA en juillet prochain, la nouvelle autorité sera composée d'un président, d'un vice-président et de huit secrétariats appelés à devenir ensuite ministères dans le but de la création d'un gouvernement africain.

- 25 avril 2009 : le Fonds monétaire international estime que l'Afrique allait « avoir besoin de davantage de soutien », prévoyant que l'Afrique sub-saharienne, où se trouve le plus grand nombre de pays bénéficiant d'une aide du Fonds, voie son produit intérieur brut croître seulement de 1,5 % cette année, après 5,5 % en 2008.

#### Mai
- 5 mai 2009 : une juge française déclare recevable la plainte avec constitution de partie civile déposée par l'association Transparency International, visant trois chefs d'État africains, Omar Bongo (Gabon), Denis Sassou-Nguesso (Congo) et Teodoro Obiang Nguema (Guinée Equatoriale), ainsi que leurs familles, soupçonnés de posséder en France des biens immobiliers de luxe financés par de l'argent public détourné. Le lendemain, le président de l'ONG, Transparency international France, Daniel Lebègue, a qualifié de « décision historique » le feu vert donné pour enquêter sur des biens immobiliers de luxe détenus par les trois chefs d'État africains en France, estimant qu'il s'agit d'une « décision historique qui augure de la fin de l'impunité pour les dirigeants corrompus dans le monde […] Il s'agit d'une avancée décisive pour la morale publique et le droit international qui, rappelons-le, consacre le principe de restitution des avoirs détournés aux populations lésées »[5].

- 7 mai 2009 : le no 2 de l'Organisation mondiale de la santé, le Dr Keiji Fukuda (en), estime que si l'on se réfère « aux pandémies du passé », et notamment à la grippe espagnole de 1918, « un tiers de la population mondiale serait contaminé » en cas de pandémie de grippe A. « Mais nous vivons aujourd'hui dans un monde différent […] il est prématuré de faire des pronostics » sur la propagation du virus mutant A (H1N1). L'une des plus grandes incertitudes aujourd'hui concerne les pays du Sud et notamment l'Afrique, a priori moins bien armée pour lutter contre le virus que ceux du Nord. Le nombre de cas suspects de grippe A (H1N1) répertoriés en Afrique à ce jour est de douze. Selon le directeur Afrique de l'OMS, le Dr Louis Sambo, « si l'épidémie touchait l'Afrique, l'impact serait plus sérieux que dans d'autres parties du monde, car les systèmes de surveillance sont plus faibles et les ressources moindres »[6].

- 13 mai 2009 : selon le président de la Commission de l'Union africaine, Jean Ping, la crise économique mondiale, qui frappe durement l'Afrique, constitue une « question de vie ou de mort » sur le continent le plus pauvre du monde : « Si dans les pays développés, la crise se traduit par des pertes d'emplois, dans les nôtres, c'est une question de vie ou de mort, avec en particulier les risques de multiplication des conflits et de crises qui menacent la paix mondiale ». Ces propose ont été tenus lors de l'ouverture de la 44e assemblée annuelle de la Banque africaine de développement qui se tient à Dakar jusqu'à jeudi.

#### Juin
- 6 juin 2009 : le premier ministre français, François Fillon, annonce que l'effort global de la France pour les pays en développement ne diminuera pas en raison de la crise économique, mais la France va accorder la moitié de ses dons à « 14 pays pauvres prioritaires » de l'Afrique subsaharienne et pour 5 secteurs prioritaires : santé, éducation et formation, développement durable et climat, agriculture et sécurité alimentaire, soutien à la croissance. Parmi les pays bénéficiaires se trouvent le Bénin, le Burkina Faso, Madagascar, le Sénégal, le Tchad ou bien encore le Togo. L'objectif étant toujours de consacrer en 2015, 0,7 % du revenu national brut à l'aide au développement; en outre la France contribuera pour 16 milliards d'euros à l'augmentation des ressources du FMI et cofinancerait, à hauteur de 1 milliard d'euros, « le fonds contre les vulnérabilités » de la Banque mondiale, conformément aux engagements pris au G20 de Londres[7].

- 8 juin 2009 : lors de la réunion de la Comesa, le grand marché commun de l'Afrique australe et de l'Est, la possibilité d'une intervention militaire pour rétablir la démocratie à Madagascar a été évoquée. Dans le communiqué final publié à l'issue d'un sommet tenu à Victoria Falls (nord-ouest du Zimbabwe), les 19 pays membres du Comesa ont déclaré qu'ils soutenaient les « efforts pour rétablir l'ordre constitutionnel à Madagascar en examinant toutes les options, y compris la possibilité d'une intervention militaire ». La Comesa, qui ne dispose pas de moyens militaires pour gérer des crises, soutient les efforts de médiation de l'Union africaine (UA) et de la Communauté de développement d'Afrique australe (SADC) pour trouver une solution à la crise malgache[8].

- 24 juin 2009 : le Comité catholique contre la faim et pour le développement (CCFD) publie un nouveau rapport, intitulé « Bien mal acquis, à qui profite le crime ? », sur les « biens mal acquis » mettant en exergue la « responsabilité » des pays occidentaux dans le détournement de 105 à 180 milliards de dollars par une trentaine de dirigeants de pays pauvres : « Le véritable scandale, c'est qu'en 2009 la faim gagne du terrain dans le monde […] les sommes détournés pourraient servir à nourrir les populations et à contribuer au développement des pays pauvres. Le premier rapport, publié en mars 2007, a notamment servi de base aux plaintes jugées recevables à Paris et en Espagne, contre des chefs d'État alors en exercice : Teodoro Obiang Nguema (Guinée équatoriale), Omar Bongo (Gabon) et Denis Sassou Nguesso (Congo-Brazzaville)[9].

- 26 juin 2009 : le président russe Dmitri Medvedev termine la plus importante tournée africaine pour un chef d'État russe depuis la chute de l'URSS, époque où les relations russo-africaines étaient intenses. Au plus fort de la guerre froide, il y avait près de 40 000 conseillers techniques ou militaires, dans les régimes prosoviétiques du continent africain. Le président Medvedev a visité 4 pays - Égypte, Nigeria, Namibie et Angola - jugés stratégiques, notamment pour la richesse de leur sous-sol. Il était accompagné d'une délégation de 400 hommes d'affaires et représentants industriels[10].

- 29 juin 2009 : ouverture à Syrte (500 km à l'est de Tripoli) du 13e sommet des chefs d'État de l'Union africaine, sous la présidence de Mouammar Kadhafi. Le Sommet a lieu dans le nouveau centre de conférences ultramoderne planté entre la Méditerranée et le désert. Hôte de marque, le président iranien Mahmoud Ahmadinejad doit y prononcer un discours, alors qu'il a fait des relations avec les Africains une des priorités de son premier mandat, depuis son élection en 2005. Le 1er juillet, ce dernier annule sa visite.

### Troisième trimestre

#### Août
- 6 août 2009 :
  - Les laboratoires pharmaceutiques américains Pfizer et Mylan annoncent une baisse du prix de certains médicaments contre le sida et la tuberculose dans des pays en développement, répondant à une initiative de la fondation de l'ancien président Bill Clinton[11].
  - Selon le secrétaire d'État français à la coopération, Alain Joyandet, la France étudie « la création d'un jeu spécifique pour l'Afrique », qui compléterait l'aide publique au développement et s'inscrirait dans le cadre des « financements innovants ». Ce « jeu en ligne », qui pourrait voir le jour en 2010, prendrait la forme d'un « bingo pour l'Afrique ou d'un loto » et pourrait être proposé au niveau de toute l'Europe. Parmi les applications des « financements innovants » pour lutter contre la pauvreté et les maladies : la taxe sur les billets d'avion, adoptée par une quinzaine de pays et envisagée par une trentaine d'autres. En étude, la réduction des coûts bancaires des transferts d'argent des migrants vers leur pays d'origine, une imposition sur les transactions financières et de change, une contribution volontaire de 50 centimes sur les billets de trains internationaux, et une autre de 20 centimes par manuel scolaire payé par les collectivités locales[12].

- 10 août 2009 : selon une étude comparative de l'institut britannique Chatham House sur l'impact de la présence des compagnies asiatiques dans les deux principaux producteurs de brut du continent noir, le Nigeria et l'Angola, les craintes de l'Occident face à l'intérêt croissant de l'Asie pour le pétrole africain dépassent largement la réalité. La présence des pétroliers asiatiques en Afrique de l'Ouest est très récente et d'autre part que les majors pétrolières conservent une nette avance, « elles dominent la production et détiennent la majorité des réserves » qui attire cependant l'attention sur la concurrence grandissante entre la Chine et l'Inde dans ces deux pays, et entre acteurs asiatiques en général. D'autre part, « ni le Nigeria ni l'Angola n'ont des rapports avec l'Asie correspondant au stéréotype selon lequel des États africains faibles se font exploiter de façon impitoyable par des tigres asiatiques avides de ressources »[13]

#### Septembre
- 4 septembre 2009 : l'Afrique de l'Ouest subit de fortes pluies depuis le mois de juin, causant de nombreuses inondations et affectant plus de 350 000 personnes et détruisant des dizaines de milliers de maisons. Les pays touchés sont le Burkina Faso, le Niger, le Ghana, la Guinée, le Sénégal et le Bénin[14].

- 22 septembre 2009 : selon le Bureau de coordination des affaires humanitaires des Nations unies (Ocha), depuis le mois de juin, les inondations en Afrique de l'Ouest ont causé la mort d'au moins 187 personnes et en ont affecté plus de 635 000 autres. frappant l'Afrique de l'Ouest depuis juin, début de la saison des pluies, ont fait au moins 187 morts et affecté 635 273 personnes, a annoncé aujourd'hui à Dakar. Parmi les pays les plus touchés le Sénégal, le Burkina Faso, le Niger, le Ghana, la Guinée, le Bénin, le Mali, la Gambie, la Mauritanie, la Côte d'Ivoire et la Sierra Leone.

- 29 septembre 2009 : le ministre français de la Défense, Hervé Morin, annonce que la France allait maintenir ses deux bases militaires permanentes de Libreville et Dakar, sur la façade atlantique de l'Afrique, alors que selon le Livre blanc sur la Défense, signé du président Nicolas Sarkozy et publié au printemps 2008, la France devait réduire les implantations permanentes françaises en Afrique à « deux pôles (…), un pour chaque façade, atlantique et orientale ».

- 30 septembre 2009 : selon René N'Guetta Kouassi, directeur du département des Affaires économiques de l'Union africaine, la percée de la Chine en Afrique ces dernières années, d'abord accueillie avec enthousiasme, commence à susciter des inquiétudes, certains experts évoquant même le risque d'un « néo-colonialisme à la chinoise ». Principales critiques africaines : le manque de transferts de technologie en faveur de l'Afrique, la mauvaise qualité des produits chinois et surtout le déséquilibre des échanges, l'essentiels des importations africaines de la Chine étant le pétrole : « Il ne faudrait pas que l'Afrique sorte d'un néocolonialisme pour aller tomber pieds et poings liés dans le néocolonialisme chinois ». L'Institut sud-africain des affaires internationales (SAIIA) note dans un récent rapport que « la part de l'Afrique dans les échanges chinois reste relativement minime (4 % en 2008 contre 2 % en 2002) », mais que le commerce bilatéral a été « quasiment multipliée par 9, passant de 12,3 milliards de dollars en 2002 à 107 milliards en 2008 »[15].

### Quatrième trimestre

#### Décembre
- 8 décembre 2009 : un haut responsable de l'ONU, Antonio Maria Costa, directeur du Bureau des Nations unies sur la drogue et le crime (ONUDC), a alerté le Conseil de sécurité sur l'utilisation croissante des revenus du trafic de drogue par « les terroristes et les forces anti-gouvernementales » dans toute la région du Sahel africain pour financer leurs opérations : « Nous avons acquis des preuves que deux flux de drogues illicites — l'héroïne dans l'est de l'Afrique et la cocaïne dans l'ouest — se rejoignent désormais dans le Sahara, empruntant de nouveaux itinéraires à travers le Tchad, le Niger et le Mali estimant que des répercussions dans les pays voisins, au Maghreb par exemple, sont inévitables […] Les drogues n'enrichissent pas seulement le crime organisé […] les terroristes et les forces anti-gouvernementales dans le Sahel puisent des ressources du trafic de drogue pour financer leurs opérations, acheter des équipements et payer leurs troupes ». Alors qu'auparavant le transport de la drogue à travers le Sahara se faisait par caravanes, aujourd'hui le trafic est « de taille supérieure, plus rapide et plus perfectionné, comme l'attestent les débris d'un Boeing-727 trouvés le 2 novembre dans la région de Gao au Mali, une zone affectée par la rébellion et le terrorisme »[16].

## Afrique du Sud
- 22 avril 2009 : le Congrès national africain (ANC), au pouvoir depuis 1994, remporte 65,9 % des suffrages aux élections législatives.

- 26 mai 2009 : l'Afrique du Sud, première puissance économique d'Afrique, est officiellement entrée en récession au premier trimestre 2009, pour la première fois en 17 ans.

- 18 juillet 2009 : premier Mandela Day, à l'occasion des 91 ans de l'ancien président Nelson Mandela, qui a lancé un appel aux hommes du monde entier à donner un peu de leur temps au service des autres.

- 11 novembre 2009 : les restes fossiles d'une nouvelle espèce de dinosaures, qui vivait sur terre il y a 197 millions d'années et pourrait être un ancêtre du brontosaure, a été découverte dans la province du Free State (centre).

- 1er décembre 2009 : le président Jacob Zuma annonce une série de mesures en faveur des malades atteints du sida, une maladie qui touche 5,7 millions de Sud-Africains.

## Algérie
- 9 avril 2009 : élection présidentielle: Abdelaziz Bouteflika est élu pour un troisième mandat avec 90,24 % des suffrages.

- 2 mai 2009 : le ministre des Anciens combattants, Mohamed Cherif Abbas déclare que les revendications de l'État algérien relatives à « l'incrimination et à la reconnaissance des crimes de guerre français sont toujours maintenues jusqu'à aboutissement », affirment que l'Algérie « revendique toujours et depuis l'indépendance, l'incrimination de l'occupation française et la reconnaissance des crimes de guerre perpétrés contre le peuple algérien, notamment les essais nucléaires, les mines antipersonnel, outre les pertes occasionnées à la nature et à l'homme ».

- 25 mai 2009 : le parlement adopte le plan d'action 2009-2014 du gouvernement présenté par le premier ministre Ahmed Ouyahia, dont le volet économique porte sur des investissements publics de 150 milliards de dollars, qui devrait créer les « conditions objectives » d'un développement « équilibré et pérenne » ne se basant pas seulement sur la rente pétrolière.

- 25 juin 2009 : le général français retraité, François Buchwalter révèle sous serment que l'armée algérienne serait à l'origine de l'assassinat des moines de Tibhirine en 1996. Ces « assassinats » seraient, en fait, le résultat d'une terrible bavure.

- 4 octobre 2009 : le ministre des Ressources en eau, Abdelmalek Sellal, affirme que l'Algérie investira plus de 15 milliards de dollars dans l'eau entre 2010 et 2014, notamment pour construire 19 nouveaux barrages, des stations de dessalement d'eau de mer d'une capacité totale de 2,3 millions de m³.

- 28 octobre 2009 : le premier ministre Ahmed Ouyahia estime que le terrorisme est « lourdement écrasé » dans le pays par la lutte antiterroriste et la politique de concorde et de réconciliation nationale, mais « le terrorisme ne cesse pas avec un coup de baguette magique » et appelle la population à faire preuve de vigilance, « première arme contre le terrorisme ».

## Burundi
- 30 janvier 2009 : la ministre des Finances, Clotilde Nizigama annonce que le Fonds monétaire international et la Banque mondiale ont accordé au Burundi une remise de dette d'1,4 milliard de dollars (1,09 milliard d'euros), correspondant à 92 % de la dette extérieure du pays.

- 1er août 2009 : le Burundi annonce avoir envoyé un troisième bataillon de 850 soldats à Mogadiscio pour renforcer la force de paix de l'Union africaine en Somalie.

## Cameroun
- 11 juillet 2009 : une grande manifestation regroupant 20 000 personnes a eu lieu à Douala (sud) à l'appel de l'archevêque de Douala, le cardinal Christian Tumi, et de l'Église catholique du Cameroun, contre l'avortement médicalisé et l'homosexualité.

- 14 octobre 2009 : 51 personnes sont mortes du choléra dans le nord du Cameroun lors d'une épidémie qui s'est déclarée en septembre.

## Cap-Vert
- 20 juin 2009 : Pedro Pires, président capverdien en visite en Libye, a annoncé à Tripoli la décision de son pays d’adhérer à la Communauté des États sahélo-sahariens (CEN-SAD). Le Cap-vert deviendra le 29e pays membre de cette organisation créée le 4 février 1998[17].

## Île Maurice
- 29 juin 2009 : le ministre de la Santé Rajesh Jeetah annonce que L'île Maurice enregistre son premier cas de grippe H1N1 diagnostiqué chez un ressortissant français qui avait séjourné en Argentine avant d'arriver à Maurice le 24 juin dernier.

## Mozambique
- 18 août 2009 : le naufrage d'un bateau surchargé sur le lac Niassa (lac Malawi, nord) cause la mort de 16 personnes dont une majorité d'enfants. 29 autres passagers ont pu être sauvés, mais 3 sont portés disparus.

## Sao Tomé-et-Principe
- 17 février 2009 : trente-huit personnes soupçonnées d'être impliquées dans un projet de coup d'État à Sao Tomé sont inculpées d'« attentat contre la sécurité de l'État », et vingt-sept d'entre elles ont été incarcérées par le juge Alberto Monteiro dont Arlecio Costa, ex-mercenaire du bataillon sud-africain Buffalo et chef d'un parti d'opposition, le Front démocratique chrétien (FDC), soupçonné d'être le meneur du mouvement qui envisageait de prendre le pouvoir le 12 février dernier.

## Zambie
- 16 juin 2009 : la compagnie d'électricité Zesco assure qu'elle travaille sans relâche pour rétablir l'électricité à la suite de la panne géante de courant qui prive le pays de courant depuis que la principale station du pays est tombée en panne : « Nous ignorons ce qui a provoqué cet effondrement du réseau électrique ». La compagnie a dû importer de l'électricité d'Afrique du Sud et de Namibie après cette coupure de courant nationale[18].